# کانتون سولوتورن
کانتون سولوتورن (Solothurn) یکی از کانتون‌های سوئیس است.